# Гуннар Бенц
Гуннар Бенц (англ. Gunnar Bentz, нар. 3 січня 1996, Атланта, Джорджія, США) — американський плавець, олімпійський чемпіон 2016 року.

## Виступи на Олімпійських іграх
| Олімпіада | Дисципліна             | Місце |
| --------- | ---------------------- | ----- |
| Ріо 2016  | 4x200 м вільним стилем | 1     |